# Kámen (jednotka)
Kámen je stará tradiční jednotka hmotnosti. Měla proměnlivou hodnotu podle toho, kde a kdy se používala; obecně v řádu jednotek kilogramů. Byla aktuální do 18. století, než se začaly používat normalizované jednotky. Byla využívána hlavně v zemích severní Evropy pro měření množství tržních komodit, ale i v Čechách nalezla uplatnění.
Nejdéle byla oficiálně používána v Británii (do roku 1985), pod názvem stone (st), kde měla hodnotu zhruba 6,35 kg a odpovídala 14 librám. V hovorovém a literárním použití se s ní lze běžně setkat dosud, například pro vyjádření přibližné hmotnosti osoby.

## Různé historické hodnoty
- Podle Hájkovy kroniky: 1 kámen = 10,25 kg = 20 liber českých (v Praze 10,29 kg).
- Podle Encyclopædie Britannicy z roku 1772: 1 kámen = 8 liber britských v Londýně nebo v Hertfordshiru 12 liber britských.
- V roce 1661 Skotská královská komise ustanovila: 1 skotský kámen = 16 skotských liber (7,936 kg), v Edinburku 1 kámen = 9,996 kg.
- V Amsterdamu byl kámen roven 3,953 kg před rokem 1817 a poté byl zaveden metrický kámen (3 kg).

## Britská imperiální jednotka
V systému imperiálních jednotek (avoirdupois) byl kámen (stone) jednotkou hmotnosti střední až větší velikosti. Byl odvozen od základní jednotky libry jako její čtrnáctinásobek.
1 st (stone) = 14 lb (liber, pounds) = 224 oz (uncí, ounces) = 3584 dr (drachem, drams) = 98 000 gr (zrn, grains) = 6,35029318 kg.
Vyššími jednotkami byly půlsud (quarter, 1 qtr = 2 st), cent (hundredweight, 1 cwt = 8 st) a tuna (ton, 1 t = 160 st).

## Alternativní názvy v jiných jazycích
- kamień v polštině
- steen v nizozemštině
- Stein v němčině
- sten v dánštině
- stone v angličtině